# Дмухівці
Дмухівці́ — село в Україні, у Козлівській селищній громаді Тернопільського району Тернопільської області. Розташоване на річці Цицорка, в центрі району.
До 2015 року підпорядковувалося Козлівській селищній раді. Від вересня 2015 року ввійшло у склад Козлівської селищної громади.
Населення — 679 осіб (2001).

## Історія
Село виникло як вулиця смт Козлів.
15 червня 1934 р. село передане з Бережанського повіту до Тернопільського.
12 червня 2020 року, відповідно до розпорядження Кабінету Міністрів України № 724-р «Про визначення адміністративних центрів та затвердження територій територіальних громад Тернопільської області» увійшло до складу Козлівської селищної громади.
19 липня 2020 року, в результаті адміністративно-територіальної реформи та ліквідації Козівського району, село увійшло до складу Тернопільського району.

## Населення
За даними перепису населення 2001 року мовний склад населення села був таким:
| Мова       | Число ос. | Відсоток |
| ---------- | --------- | -------- |
| українська |           | 99,71    |
| словацька  |           | 0,15     |

Місцева говірка належить до наддністрянського говору південно-західного наріччя української мови.

## Релігія
- церква святого Димитрія (1993, УГКЦ).

## Пам'ятники
Насипано символічну могилу Борцям за волю України (1991).

## Соціальна сфера
Діти ходять вчитися у сусіднє смт Козлів.
Діє бібліотека.

## Відомі люди
- Богдан Фенюк (нар. 1958) — український педагог, редактор, видавець, громадський діяч.
- Шубалий Ігор Михайлович (1977—2023) — старший сержант Збройних сил України, учасник російсько-української війни.

## Галерея

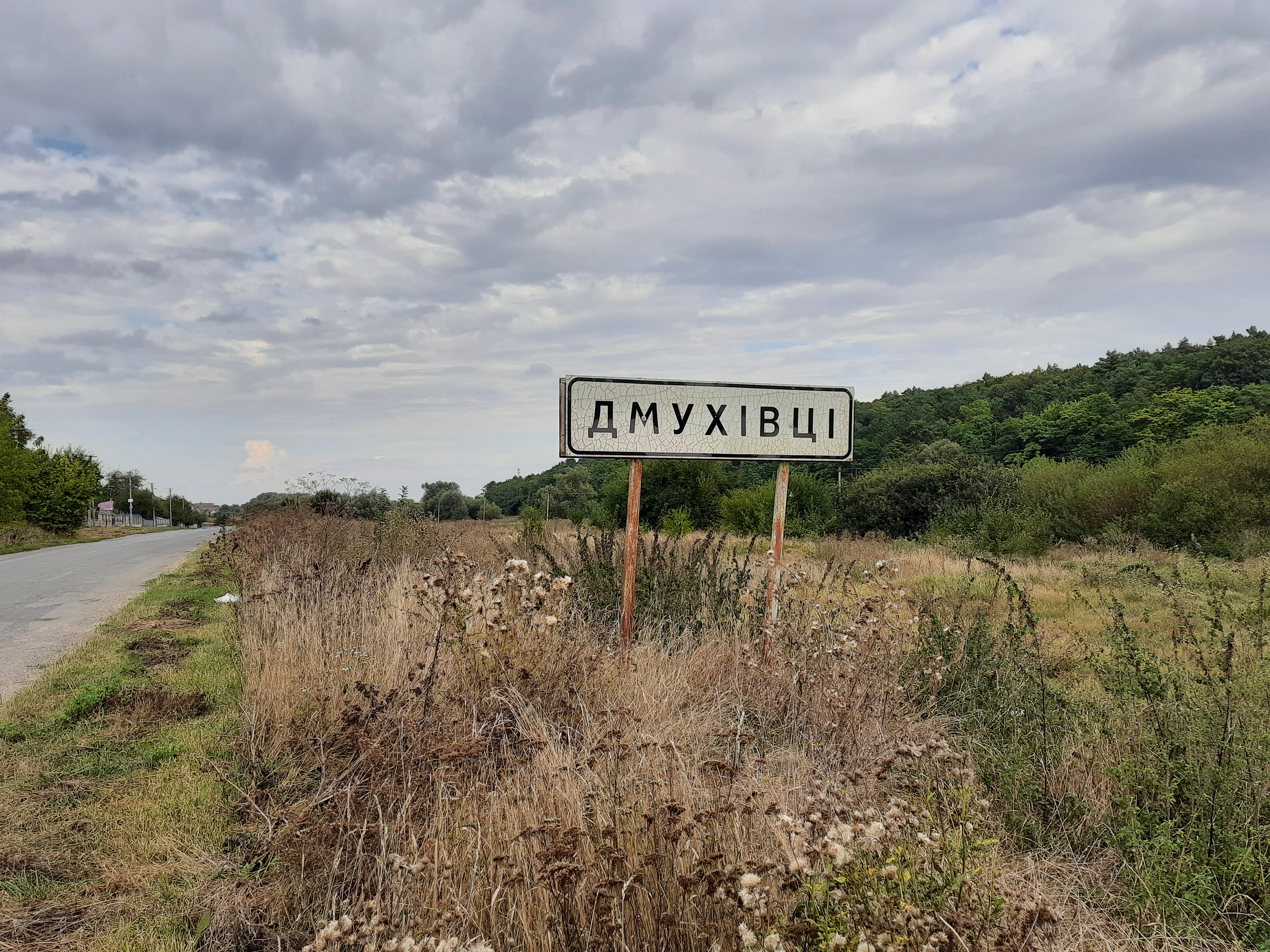
Дорожній знак при в'їзді в село
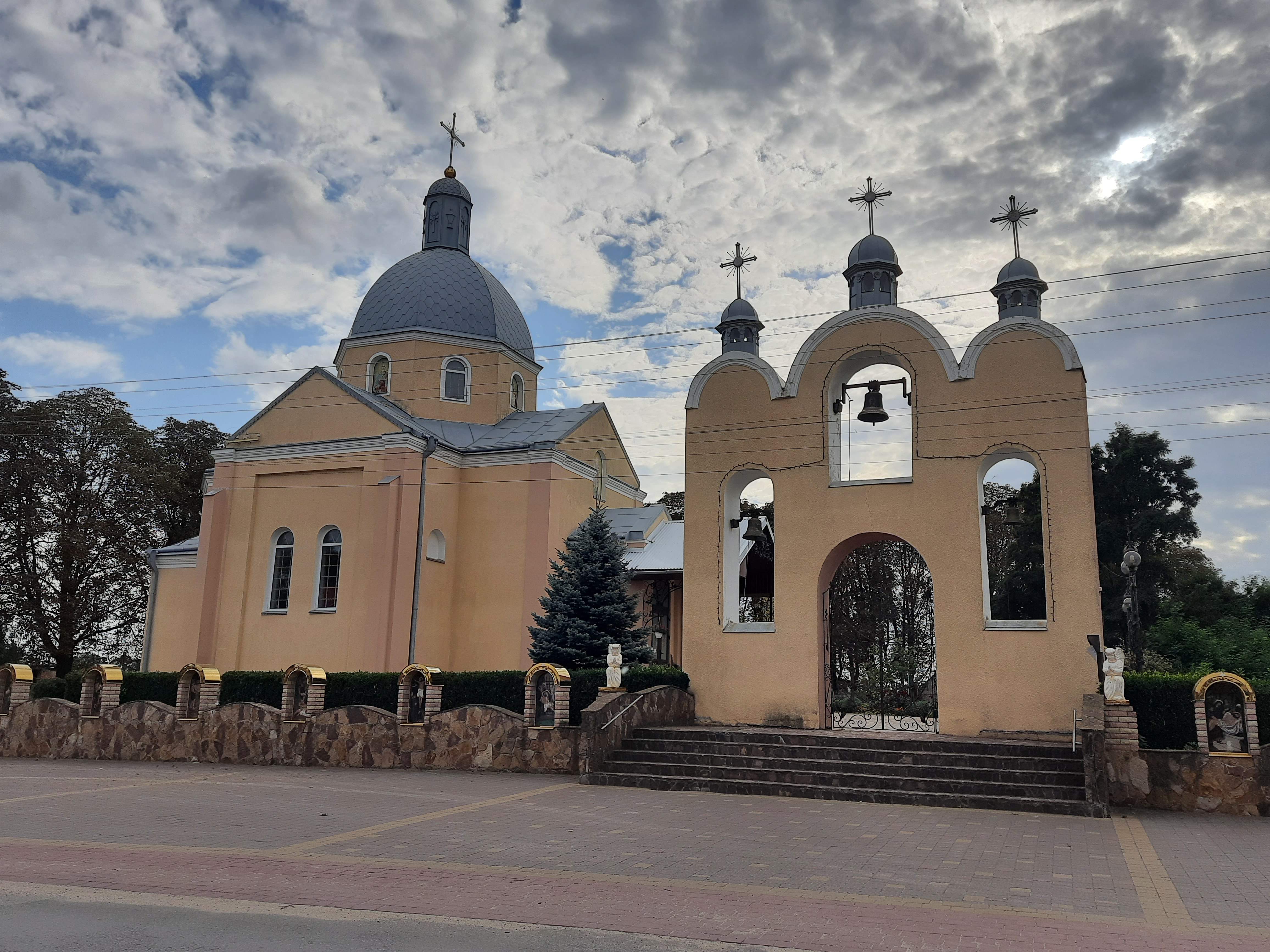
Церква Святого Димитрія
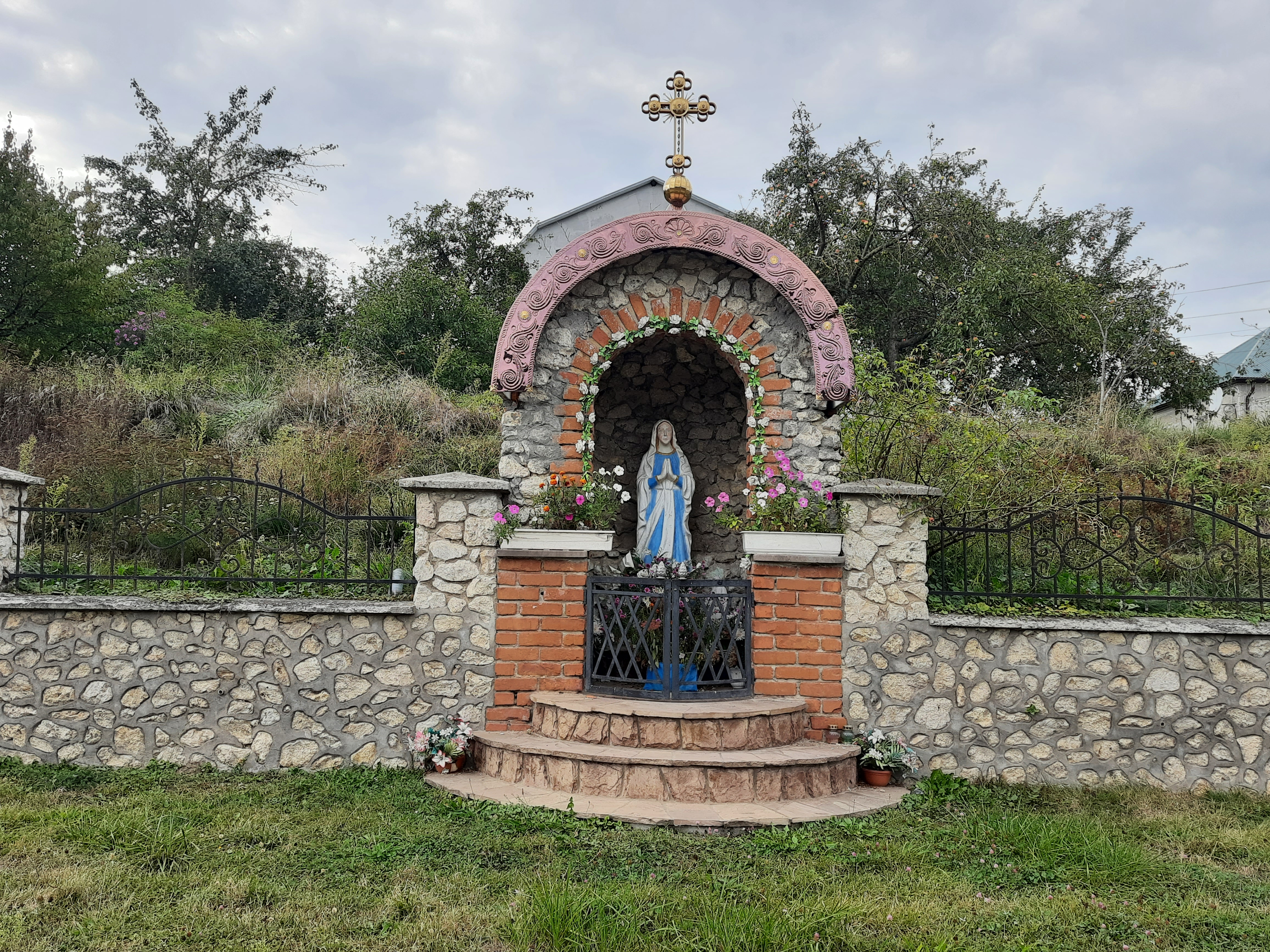
Капличка
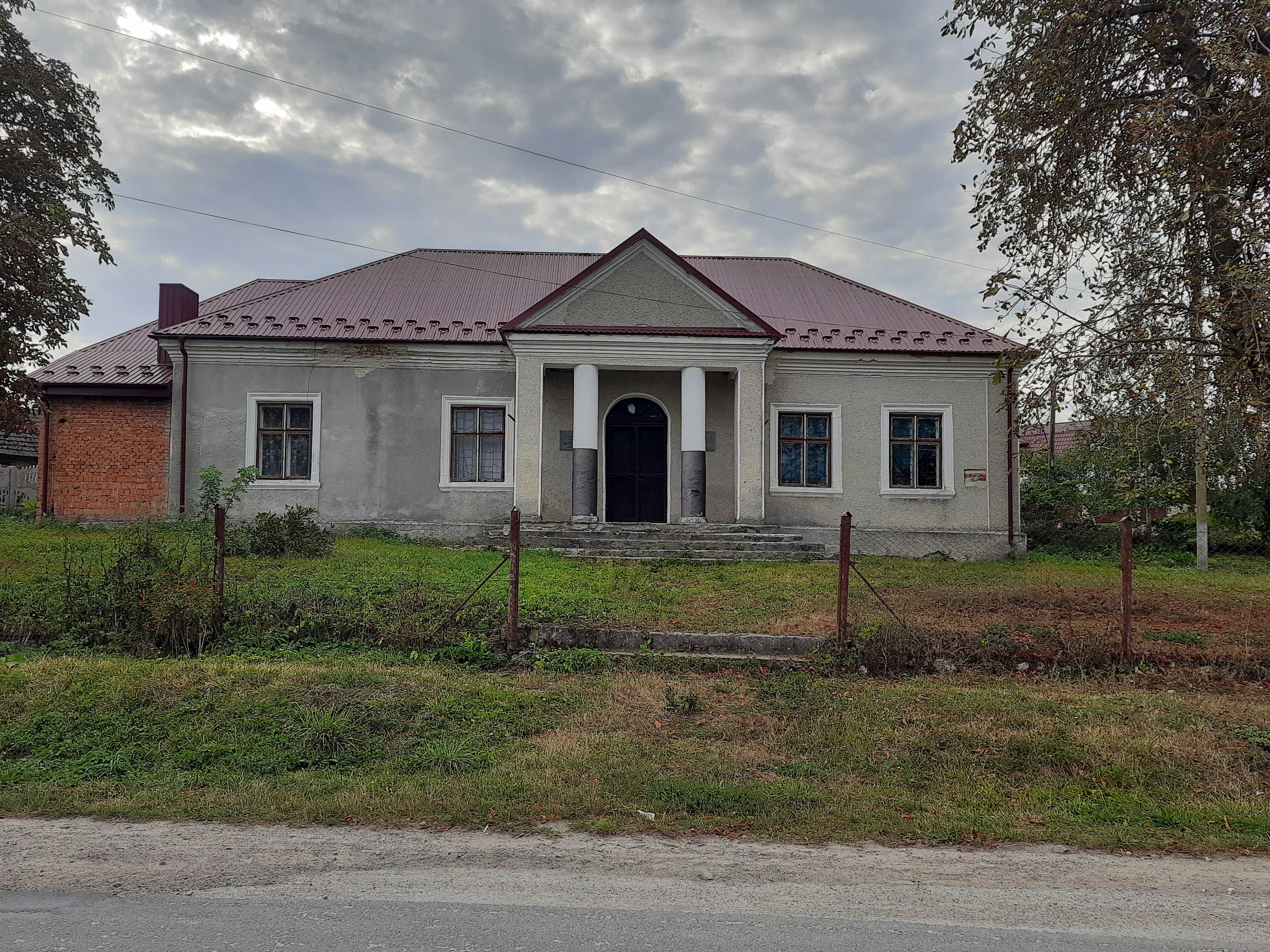
Клуб
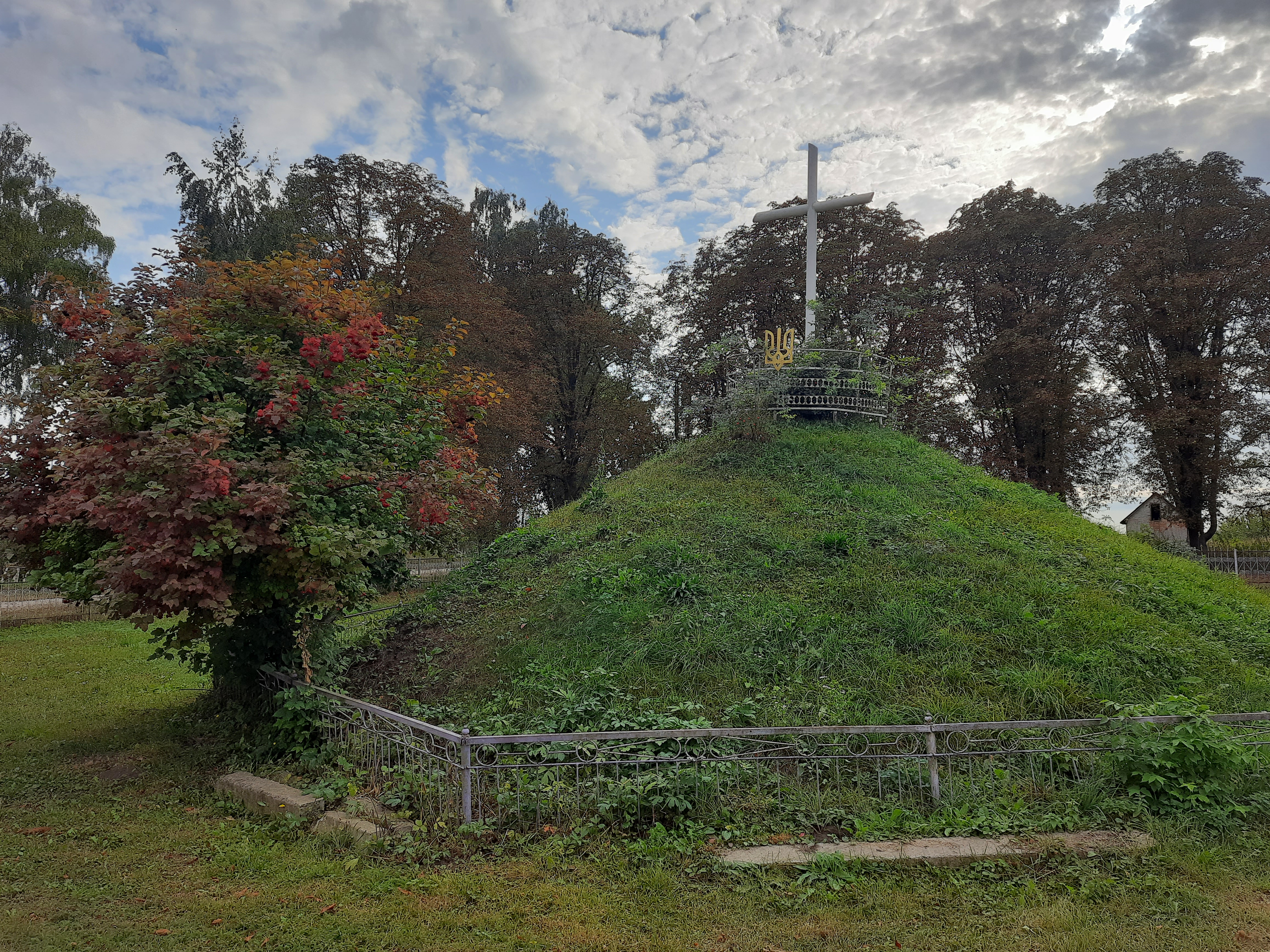
Символічна могила Борцям за волю України